# Kamala Harrisová
Kamala Harrisová (celým jménem Kamala Devi Harris, * 20. října 1964 Oakland, Kalifornie) je americká advokátka a politička Demokratické strany, v letech 2021 až 2025 viceprezidentka Spojených států amerických.
V letech 2004 až 2010 působila jako okresní státní zástupkyně v San Franciscu a v období 2011 až 2017 na pozici kalifornské ministryně spravedlnosti z titulu nejvyšší státní zástupkyně. Od roku 2017 byla senátorkou za Kalifornii, když ve volbách v roce 2016 porazila kongresmanku Lorettu Sanchezovou a v horní komoře tak vystřídala dlouholetou senátorku Barbaru Boxerovou, která se již neucházela o znovuzvolení. Stala se tak teprve třetí senátorkou za Kalifornii, po otci první s jamajským a po matce první s indickým, respektive tamilským, původem.
Po výhře v prezidentských volbách 2020, kde kandidovala po boku Joea Bidena, se stala viceprezidentkou Spojených států amerických, a to jakožto první žena v této funkci a nejvýše postavená v historii amerických volených úřadů, stejně tak jako i první Afroameričanka i asijská Američanka ve funkci viceprezidenta bez ohledu na pohlaví. Rovněž se stala první nebělošskou osobou v této funkci od domorodého Američana Charlese Curtise, který sloužil s prezidentem Herbertem Hooverem v letech 1929–1933. Časopis Time ji společně s Bidenem vyhlásil Osobností roku 2020.
Po odstoupení Bidena z prezidentských voleb 2024 byla Harrisová kandidátkou Demokratické strany v těchto volbách. Dne 6. srpna 2024 si jako svého kandidáta na viceprezidenta vybrala guvernéra Minnesoty, Tima Walze. Ve volbách ji ovšem porazil republikánský kandidát Donald Trump.

## Osobní život

### Původ a vzdělání
Otec Donald Jasper Harris (* 1938), který do USA emigroval z Jamajky, je emeritním profesorem ekonomie na Stanfordově univerzitě. Matka Shyamala Harrisová, rozená Gopalanová (1938–2009), původem z Indie, byla onkoložka. Jediná sestra Kamaly se jmenuje Maya Lakshmi Westová, rozená Harrisová (* 1967).
Vystudovala politologii, ekonomii a právo na Howardově univerzitě a Hastings College of the Law Kalifornské univerzity. V letech 2004 až 2017 působila jako státní zástupkyně, z toho v letech 2011 až 2017 jako zvolená ministryně spravedlnosti Kalifornie (formálně nejvyšší státní zástupkyně).

### Rodinný život
Dne 22. srpna 2014 se v kalifornské Santa Barbaře vdala za právníka Douglase Emhoffa. O sedm dní starší Emhoff je židovského původu. Až do jejího potvrzení za demokratickou viceprezidentskou kandidátku dne 19. srpna 2020 pracoval jako advokát pro právnickou firmu DLA Piper. Následně využil neplacené dovolené. Společný majetek obou manželů byl v roce 2019 vyčíslen na 5,8 milionu dolarů. Zatímco Harrisová je bezdětná, Emhoff přivedl do svazku dvě děti z předchozího 25 let trvajícího manželství s Kerstin Emhoffovou – syna Colea a dceru Ellu. Harrisová se hlásí k baptistickému vyznání.

## Politická kariéra

### Okresní státní zástupkyně vSan Franciscu (2004–2011)
Jako okresní státní zástupkyně v San Franciscu vyjádřila podporu pro politiku tzv. „sanctuary cities“, tedy ochranitelských či azylových měst, mezi něž se řadilo i San Francisco, která policii a městským úředníkům zakazuje ptát se lidí, s nimiž se setkají v průběhu vyšetřování, na jejich imigrační status.

### Nejvyšší státní zástupkyně Kalifornie (2011–2017)
Jako nejvyšší státní zástupkyně Kalifornie se postavila proti rozhodnutí Kalifornie z roku 1996, kterým byla zakázána pozitivní diskriminace na univerzitách, tedy zvýhodňování rasových menšin při přijímacím řízení. Harrisová argumentovala tím, že zákaz pozitivní diskriminace snížil rasovou diverzitu kalifornských univerzit. V roce 2015 požádala Nejvyšší soud, aby „znovu potvrdil své rozhodnutí, že veřejné vysoké školy a univerzity mohou považovat rasu za jeden z faktorů při rozhodování o přijetí“.

### Senátorka Kalifornie (2017–2021)
Ve volbách v roce 2016 byla zvolena senátorkou za Kalifornii. Úřadu se ujala 3. ledna 2017.
V roce 2017 vystoupila proti výkonnému nařízení prezidenta Donalda Trumpa, kterým se Trump snažil omezit přijímání uprchlíků z několika většinově muslimských zemí.
Prosazovala investice ve výši 100 miliard dolarů na podporu vlastnictví domů mezi Afroameričany, aby se snížila majetková nerovnost mezi černými a bílými domácnostmi.
Jako senátorka podpořila sociálně-politické hnutí Black Lives Matter a protesty kvůli smrti George Floyda. Vyjádřila se pro snížení rozpočtu policejních sborů a přesměrování peněz na sociální programy.

### Viceprezidentka (2021–2025)
V lednu 2019 oznámila záměr kandidovat v prezidentských volbách roku 2020.
Během předvolební kampaně podpořila politiku povinného rozvážení dětí odlišných ras do škol v jiných čtvrtích, aby byla podpořena rasová diverzita na amerických školách (tzv. „desegregation busing“). V této souvislosti vyčetla v první televizní debatě mezi demokratickými kandidáty na prezidenta dne 27. června 2019 Joeu Bidenovi, že v minulosti spolupracoval s předními segregacionistickými politiky a byl proti rozvážení černošských dětí autobusy do veřejných škol s převahou bílých dětí v rámci politiky desegregace škol. Tato politika byla nařízena v 70. letech Nejvyšším soudem, který stanovil, že federální vláda může zavést povinnou školní autobusovou dopravu, aby byla zajištěna rasová rovnováha na amerických školách s převahou bílých dětí. Cílem této politiky byl boj proti dobrovolné rasové segregaci mezi bělochy a černochy. Po první prezidentské debatě popularita Harrisové mezi demokratickými voliči výrazně vzrostla.
Svou kandidaturu kvůli nedostatku finančních prostředků v prosinci téhož roku stáhla a do primárek se tak nezapojila. Ve volbách poté získal největší podporu bývalý viceprezident Joe Biden. Harrisová byla brzy považována za jednu z vážných čekatelek na pozici jeho spolukandidátky. Biden si ji 11. srpna 2020 vybral za kandidátku na post viceprezidentky Spojených států amerických. Joe Biden se po své předběžné nominaci jako kandidát Demokratické strany na prezidenta zavázal, že za svého spolukandidáta vybere ženu. Bidenův poradní sbor pod vedením bývalého senátora Chrise Dodda se poté rozhodoval mezi 11 ženami. Vybrána byla Harrisová coby „barevná osoba“ (person of color) a zároveň profilovaná politička s obdobně středovými názory, jako má Biden sám.

Sjezd demokratů v Milwaukee mezi 17. a 20. srpnem 2020, pro pandemii covidu-19 z části přesunutý na internet, potvrdil její viceprezidentskou nominaci. Jako jediná kandidátka byla 19. srpna 2020 prohlášena za nominantku předsedou konvence Benniem Thompsonem.

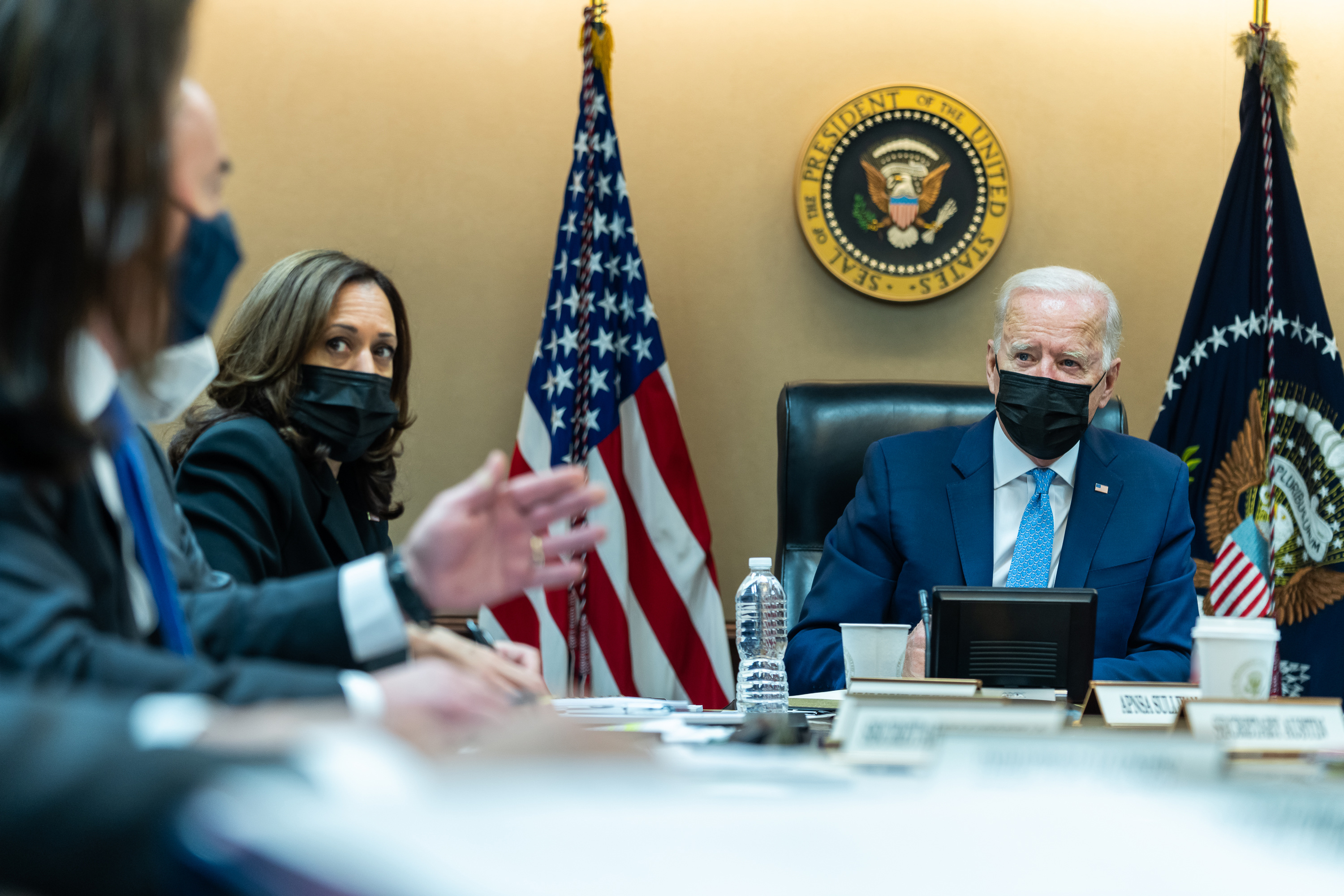
Kamala Harrisová a Joe Biden na zasedání Národní bezpečnostní rady řeší situaci v Afghánistánu po pádu Kábulu, 18. srpna 2021

Při inauguraci prezidenta Bidena 20. ledna 2021 složila Kamala Harrisová viceprezidentský slib jako první nebělošská žena do rukou první nebělošské soudkyně Nejvyššího soudu Sonii Sotomayorové. Ceremoniál proběhl ve slavnostním rámci, avšak bez účasti většího počtu obecenstva v důsledku opatření kvůli pandemii covidu-19.
Prezident Biden pověřil v březnu 2021 Harrisovou řešením migrační krize na americko-mexické hranici. Podle kritiků ze strany republikánské opozice nárůst nelegální migrace do USA způsobila údajně vstřícná imigrační politika Bidenovy administrativy. Ta se namísto výdajů do pohraniční ochrany zaměřovala na zlepšení situace v zemích, odkud migranti přicházejí nejvíce („root causing strategy“). Krizi na hranicích to nicméně nezmírnilo. Dne 31. října 2023 ministr vnitřní bezpečnosti Alejandro Mayorkas při veřejném slyšení před senátním výborem pro vnitřní bezpečnost uvedl, že od začátku roku nelegálně překročilo americko-mexickou hranici do Spojených států více než 600 000 lidí, které se nepovedlo zadržet.
Dne 9. listopadu 2021 prezident Biden podstoupil kolonoskopii, vyšetření prováděné v narkóze. Proto v časovém období od 10:10 do 11:35 hodin byl aktivován XXV. dodatek americké ústavy, jímž Biden předal na tuto dobu své pravomoci Harrisové jako úřadující prezidentce.
V červenci 2023 se sešla v Bílém domě se státními zástupci z celé země, aby s nimi řešila jak čelit opioidové epidemii. V roce 2022 zemřelo na předávkování drogami 110 000 Američanů a z větší části za to byly zodpovědné syntetické látky jako fentanyl, které byly původně využívané ve zdravotnictví jako léky proti bolesti.
V červenci 2024 se v Bílém domě setkala s izraelským premiérem Benjaminem Netanjahuem, na kterého naléhala, aby Izrael uzavřel dohodu o příměří s hnutím Hamás, která by ukončila válku v pásmu Gazy.
Jako viceprezidentka podpořila udělení amerického občanství pro více než 800 000 „dreamers“ (snílků), kteří do Spojených států imigrovali ilegálně s rodiči jako malé děti.

### Kandidatura na prezidentku USA 2024
V červenci 2024 jí prezident Biden krátce po svém odstoupení z prezidentských voleb oficiálně vyjádřil podporu pro její vlastní kandidaturu. Tu Harrisová obratem oznámila. Dne 6. srpna ji demokraté oficiálně zvolili za svou stranickou nominantku. Za svého kandidáta na viceprezidenta si vybrala guvernéra Minnesoty, Tima Walze.
Ve volbách nakonec Harrisovou a Walze porazil bývalý prezident Donald Trump spolu se svým spolukandidátem, senátorem J. D. Vancem. Den po volbách, 6. listopadu 2024, uznala svou porážku poté, co její protikandidát Trump získal většinu volitelů.
V červenci 2025 uvedla, že plánuje vydat knihu popisující období její prezidentské kampaně.

## Politické postoje

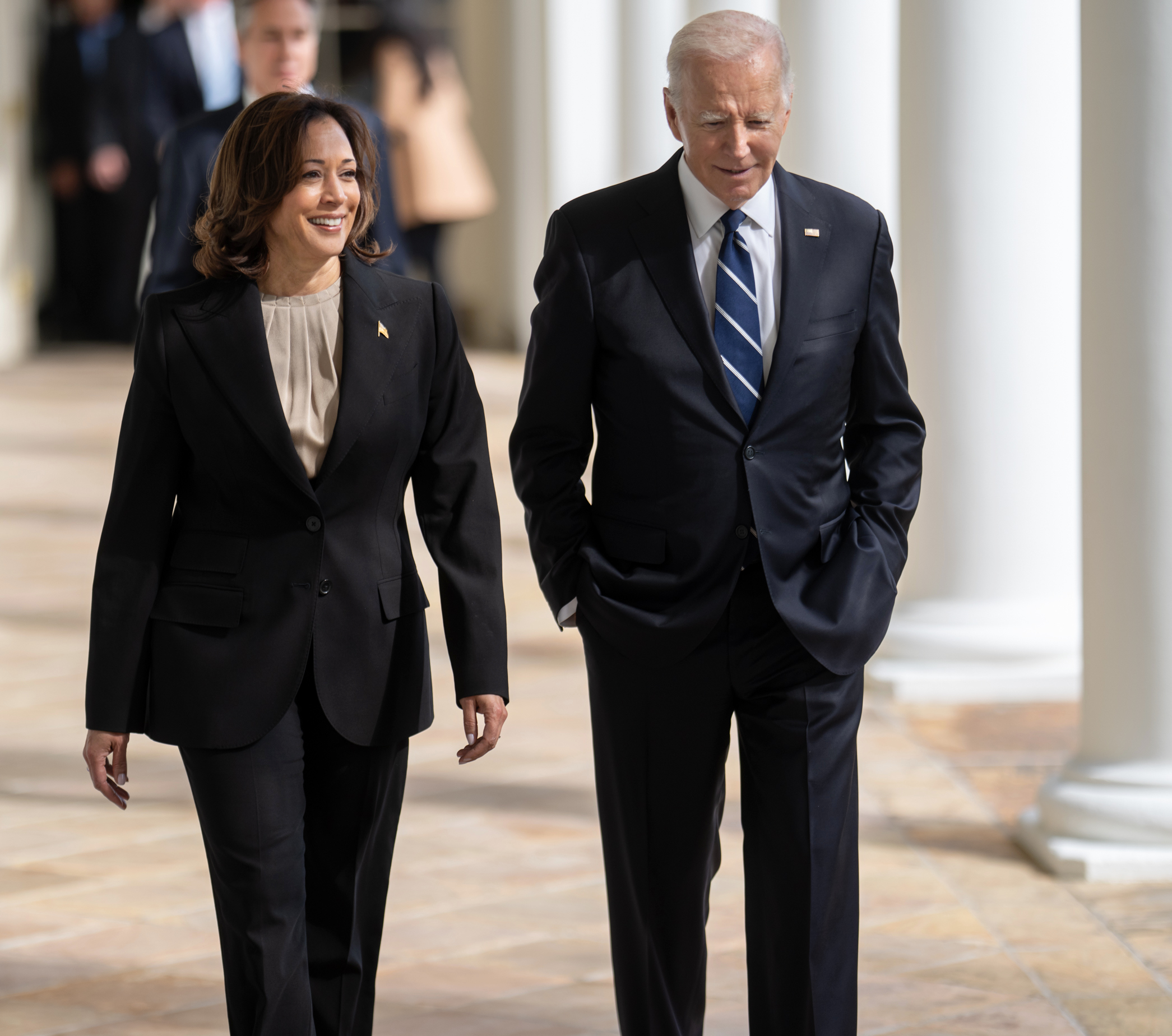
Kamala Harrisová s Joem Bidenem na kolonádě Bílého domu, 2023

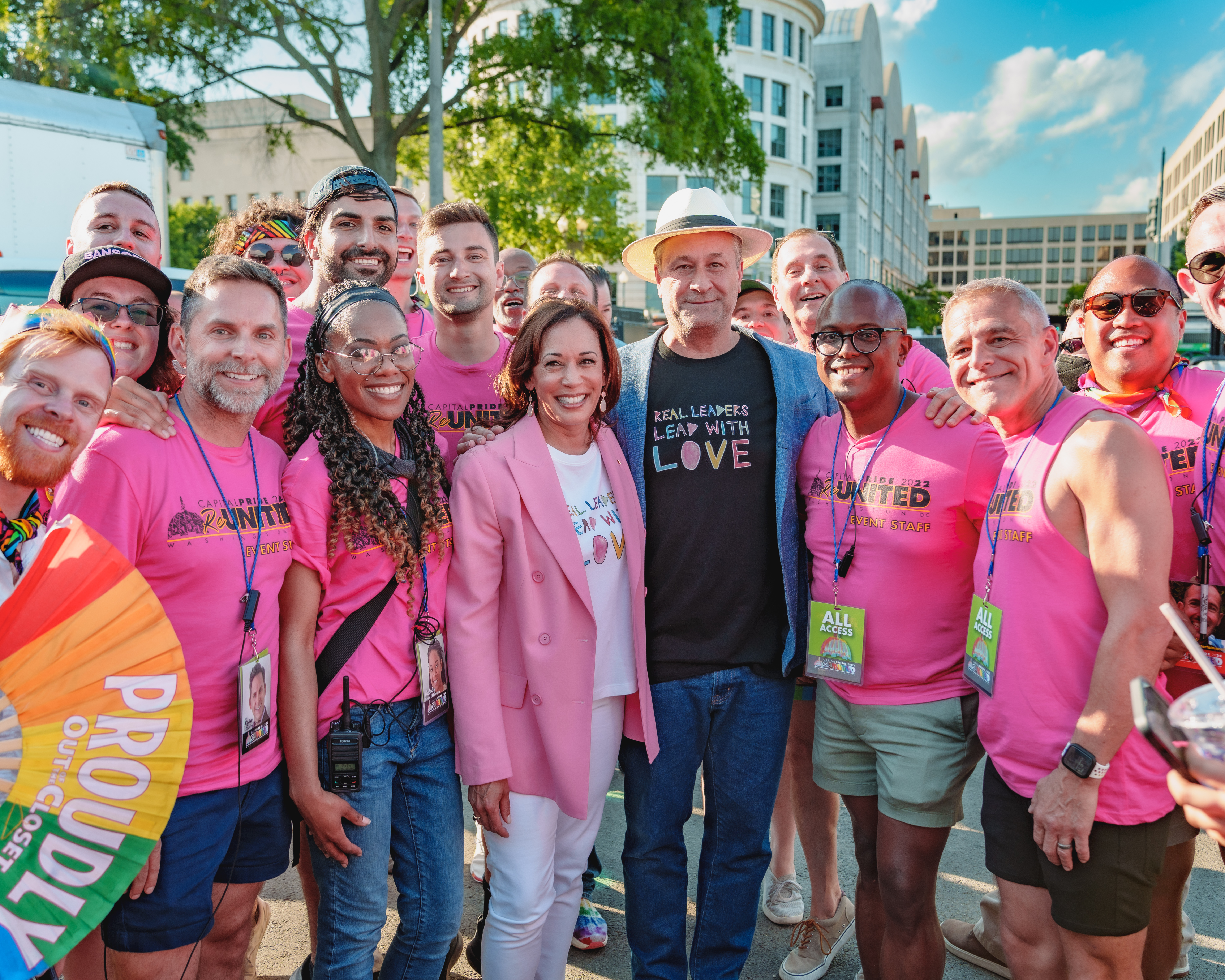
Kamala Harrisová a její manžel Douglas Emhoff na festivalu LGBT hrdosti ve Washingtonu, 2022

V rámci Demokratické strany se řadí k levicovému progresivnímu křídlu. Podle hodnocení serveru GovTrack.us vypracovaného na základě jejího hlasování v Senátu v letech 2015 až 2021 se jednalo o čtvrtou nejlevicovější členku horní komory.
Podpořila pozitivní diskriminaci na amerických univerzitách, podle které se při přijímání studentů univerzity rozhodují podle rasového klíče a zvýhodňují se Afroameričané a Hispánci. Podpořila sociálně-politické hnutí Black Lives Matter a protesty kvůli smrti George Floyda. Podporu také vyjádřila pro tzv. „sanctuary cities“, tedy ochranitelská či azylová města, mezi něž se řadilo například San Francisco, odmítající uplatňovat federální zákony ve věci imigrace a chránící nelegální imigranty. Policie se jich v těchto městech nesměla dotazovat na imigrační status ani vůči nim uplatňovat americké imigrační zákony.
Je zastánkyní práva na potrat a důrazně se staví proti snahám omezovat ženám přístup k umělému ukončení těhotenství. Jako senátorka prosazovala zákony na ochranu přistěhovalců, LGBT osob, legalizaci konopí, omezení držení zbraní nebo podporu rasové rovnosti.
V ekonomických otázkách zastává přístup, který během svého prezidentství načrtl Joe Biden a který by se dal shrnout pod pojmem bidenomika. Ta se zaměřuje na podporu odborů a práv zaměstnanců, veřejného zdravotního pojištění, politiku dostupného bydlení a masivní infrastrukturní investice hrazené z vyššího zdanění korporací a vysokopříjmových osob. Harrisová mimo jiné podpořila zvýšení minimální mzdy, narovnání příjmových nerovností nebo odpuštění studentských půjček.
Podpořila rovněž přechod na zelenou ekonomiku a politiku ochrany klimatu, která se pro ni stala jedním z klíčových témat. Předložila plán na ochranu klimatu včetně ukončení federální dotace fosilních paliv, zavedení „poplatku za znečišťování klimatu“ nebo masivní rozvoj zelené energie. Staví se proti frakování, které umožnilo rozvoj těžby ropy a zemního plynu ve Spojených státech.
Harrisová se prezentovala jako jednoznačný stoupenec Izraele. Byla spoluautorkou senátní rezoluce kritizující rezoluci Rady bezpečnosti OSN č. 2334 z 23. prosince 2016, jež odsoudila výstavbu nelegálních izraelských osad na okupovaném Západním břehu Jordánu, deklarovaného budoucího jádra samostatného státu Palestina. Během války Izraele s Hamásem vyjádřila podporu Izraeli, v březnu 2024 nicméně vyzvala k dočasnému příměří a tím zvýšení toku potravinové pomoci do Gazy. V říjnu 2024 Harrisová označila Írán jako největšího protivníka USA, s odkazem na jeho útok balistickými raketami na Izrael.